# Teodora Kolarova
Teodora Kolarova (Bulgaars: Теодора Коларова) (29 mei 1981) is een Bulgaarse middellangeafstandsloper. Ze is vijfvoudig Bulgaars kampioene. Haar beste prestatie is een zesde plaats in de finale op de 800 meter van het Europees Kampioenschap in Göteborg in een persoonlijk record.
In oktober 2007 maakte de Bulgaarse atletiekbond BFLA bekend, dat ze positief getest was na een dopingcontrole. Bij een onaangekondigde trainingscontrole op 26 juni werd in Sofia bij haar het middel Testosteron ontdekt in haar urine. Zowel de A- als de B staal waren positief. Ze kreeg een schorsing opgelegd van twee jaar.

## Titels
- Bulgaars kampioene 400 m - 2006
- Bulgaars kampioene 800 m (indoor) - 2004, 2005
- Bulgaars kampioene 800 m (outdoor) - 2004, 2005, 2006

## Persoonlijke records
| Onderdeel    | Prestatie | Datum            | Plaats       |
| ------------ | --------- | ---------------- | ------------ |
| 400 m        | 53,53 s   | 10 juni 2006     | Sofia        |
| 800 m        | 1.59,36   | 2 juli 2007      | Athene       |
| 1.000 m      | 2.40,90   | 22 augustus 2006 | Linz         |
| 400 m horden | 57,50 s   | 17 juni 2006     | Thessaloniki |

## Palmares

### 400 meter
- 2006:  Europacup B - 53,55 s

### 800 meter
- 2006: 6e EK - 2:00.00
- 2005: 7e Universiade - 2:04.00

### 400 meter horden
- 2006:  Europacup B - 57,50 s